# Arnulf Krause
Arnulf Krause (* 27. November 1955 in Zell im Wiesental, Baden-Württemberg) ist ein deutscher germanistischer und skandinavistischer Mediävist und Sachbuchautor.

## Leben
Krause studierte an der Universität Bonn, wo er 1989 promoviert wurde. Er ist Honorarprofessor für ältere skandinavische Sprache und Literatur und Lehrbeauftragter am Institut für Germanistik, vergleichende Literatur- und Kulturwissenschaft der Universität Bonn.
Arnulf Krause ist Fachmann für germanische Heldensagen und Dichtungen der Edda. Er hat mehrere Sachbücher über die Germanen, die Kelten und die Wikinger verfasst und beschäftigt sich insbesondere mit der Mythengeschichte dieser Völker.

## Veröffentlichungen
Monographien
- Die Dichtung des Eyvindr Skáldaspillir. Literaturverlag Norden Rheinhardt, Leverkusen 1990, ISBN 3-927153-21-4 (= Dissertation).
- Die Geschichte der Germanen. Campus, Frankfurt am Main 2002, ISBN 3-593-36885-4.
- Die Welt der Kelten. Geschichte und Mythos eines rätselhaften Volkes. Campus, Frankfurt am Main 2004, ISBN 3-593-37311-4.
- Die Welt der Wikinger. Campus, Frankfurt am Main 2006, ISBN 3-593-37783-7.
- Europa im Mittelalter. Wie die Zeit der Kreuzzüge unsere moderne Gesellschaft prägt. Campus, Frankfurt am Main 2008, ISBN 978-3-593-38507-5.
- Von Göttern und Helden. Die mythische Welt der Kelten, Germanen und Wikinger. Theiss, Stuttgart 2010, ISBN 978-3-8062-2163-3.
- Lexikon der germanischen Mythologie und Heldensage. Reclam, Stuttgart 2010, ISBN 978-3-15-010778-2.
- Die wirkliche Mittelerde. Tolkiens Mythologie und ihre Wurzeln im Mittelalter. Theiss, Stuttgart 2012, ISBN 978-3-8062-2478-8.
- Der Kampf um Freiheit. Die Napoleonischen Freiheitskriege in Deutschland. Konrad Theiss Verlag, Darmstadt 2013, ISBN 978-3-8062-2498-6.
- Die Götter und Mythen der Germanen. marixverlag, Wiesbaden 2015, ISBN 978-3-7374-0986-5.
- Runen. Geschichte – Gebrauch – Bedeutung. Marix Verlag, Wiesbaden 2017, ISBN 978-3-7374-1056-4.
- Die Normannen. Eroberer – Ritter – Staatengründer. marixverlag, Wiesbaden 2019, ISBN 978-3-7374-1095-3.
- König Arthus. Mythos und Geschichte. marixverlag, Wiesbaden 2021, ISBN 978-3-7374-1159-2.

Übersetzungen
- Die Edda des Snorri Sturluson. Ausgewählt, übersetzt und kommentiert von Arnulf Krause. Reclam, Stuttgart 1997, ISBN 3-15-000782-8.
- Die Heldenlieder der Älteren Edda. Übersetzt, kommentiert und herausgegeben von Arnulf Krause. Reclam, Stuttgart 2001, ISBN 3-15-018142-9.
- Die Götter- und Heldenlieder der älteren Edda. Übersetzt, kommentiert und herausgegeben von Arnulf Krause. Reclam, Stuttgart 2004, ISBN 3-15-050047-8.
- Die Götterlieder der Älteren Edda. Übersetzt, kommentiert und herausgegeben von Arnulf Krause. Reclam, Stuttgart 2006, ISBN 3-15-018426-6.
- Die Weisheit der Wikinger. Insel-Verlag, Berlin 2011, ISBN 978-3-458-35741-4.